# نادر السید
نادر السید (عربی: نادر السيد؛ زادهٔ ۱۳ دسامبر ۱۹۷۲) یک بازیکن فوتبال اهل مصر است.

## باشگاهی
از باشگاه‌هایی که در آن بازی کرده‌است می‌توان به باشگاه ورزشی زمالک، کلوب بروژ، باشگاه فوتبال المصری، باشگاه ورزشی الاهلی مصر، اشاره کرد.

## تیم ملی
وی همچنین در تیم ملی فوتبال مصر بازی کرده‌است.